# Geneviève Asselin
Pour les articles homonymes, voir Asselin.
 (mars 2023).
Si vous disposez d'ouvrages ou d'articles de référence ou si vous connaissez des sites web de qualité traitant du thème abordé ici, merci de compléter l'article en donnant les références utiles à sa vérifiabilité et en les liant à la section « Notes et références ».
Geneviève Asselin est une journaliste-présentatrice à la télévision d'Ici-Radio-Canada et à la chaîne de télévision d'information continue Ici-RDI.

## Biographie
A l'emploi de la Société Radio-Canada depuis 1984, elle a fait ses débuts à la radio à Vancouver, avant d'entrer à la salle des nouvelles télévisées de Montréal en 1987.
Après diverses affectations de rédactrice, secrétaire de rédaction et reporter au palais de justice de Montréal, elle inaugure le 1er janvier 1995, le Réseau De l'Information (RDI), dont elle présente le tout premier bulletin de nouvelles.
En septembre 2001, elle est nommée correspondante parlementaire à Ottawa, poste qu'elle occupera jusqu'à son retour au RDI à l'automne 2005.
Dès janvier 2013, elle anime le Téléjournal Midi / Montréal. Le 29 juin 2023 est le jour du dernier bulletin de nouvelles présenté par l'animatrice alors qu'elle annonce sa retraite après 38 ans de service pour la Société Radio-Canada. 